# Charlie Tahan
Charles "Charlie" Tahan (Glen Rock, Nova Jérsei, 11 de junho de 1998) é um ator dos Estados Unidos.

## Início da vida
Tahan nasceu e foi criado em Glen Rock, New Jersey, onde estudou na Glen Rock High School. Ele é o meio de três filhos. Sua irmã mais nova é a atriz Daisy Tahan.

## Filmografia

### Cinema
| Ano  | Título                          | Papel                  | Notes        |
| ---- | ------------------------------- | ---------------------- | ------------ |
| 2007 | High Falls                      |                        |              |
| 2007 | Eu sou a Lenda                  | Ethan                  |              |
| 2007 | Trainwreck: My Life as an Idoit | Jeff                   |              |
| 2007 | Once Upon a Film                | Hank                   |              |
| 2008 | Quality Time                    | Garoto                 |              |
| 2008 | Nights in Rodanthe              | Danny Willis           |              |
| 2009 | The Other Woman                 | William                |              |
| 2010 | Burning Bright                  | Tom                    |              |
| 2010 | Charlie St. Cloud               | Samuel St. Cloud (Sam) |              |
| 2010 | Meskada                         | Keith                  |              |
| 2012 | Frankenweenie                   | Victor Frankenstein    | Voz          |
| 2013 | Blood Ties                      | Michael                |              |
| 2013 | Blue Jasmine                    | Danny (jovem)          |              |
| 2013 | The Harvest                     | Andy Young / Jason     |              |
| 2014 | Life of Crime                   | Bo Dawson              |              |
| 2014 | Love Is Strange                 | Joey                   |              |
| 2016 | Wiener-Dog                      | Warren                 |              |
| 2017 | Super Dark Times                | Josh                   |              |
| 2018 | The Land of Steady Habits       | Charlie                |              |
| 2018 | Poms                            | Ben                    |              |
| 2020 | Drunk Bus                       | Michael                |              |
| TBA  | Montauk                         | Marcus                 | Pós-produção |

### Televisão
| Ano       | Título                            | Papel                      | Notes                         |
| --------- | --------------------------------- | -------------------------- | ----------------------------- |
| 2008      | Fringe                            | Ben Stockton               | Episódio "The Equation"       |
| 2010      | Law & Order: Special Victims Unit | Calvin Arliss              | Episódio "Trophy"             |
| 2010      | Law & Order: Special Victims Unit | Calvin Arliss              | Episódio "Penetration"        |
| 2010      | Law & Order: Special Victims Unit | Calvin Arliss              | Episódio "Rescue"             |
| 2010      | Law & Order: Special Victims Unit | Calvin Arliss              | Episódio "Missing Pieces"     |
| 2012      | Blue Bloods                       | Michael Keenan             | Episódio: "Some Kind of Hero" |
| 2015      | Wayward Pines                     | Ben Burke                  | 12 episódios (2015-2016)      |
| 2015-2017 | Gotham                            | Jonathan Crane / Scarecrow | 4 episódios                   |
| 2017-2022 | Ozark                             | Wyatt Langmore             | 27 episódios                  |
| 2018      | Castle Rock                       | Dean Merrill               | 3 episódios                   |
| 2020      | FBI: Most Wanted                  | Doug Timmins               | Episóde: "Hairtrigger"        |
| 2020      | Monsterland                       | Nick Smith / LoneWolf      | Episódio: "Eugene, Oregon"    |